# Бега Федот Федотович
Федот Федотович Бега (нар. 17 травня 1893 — 31 березня 1970, місто Москва, Російська Федерація) — радянський діяч, керуючий справами Ради народних комісарів Української СРР, голова Волинського і Зінов'євського окрвиконкомів, член ВУЦВК.

## Біографія
Член РКП(б) з 1919 року.
У серпні 1923 — січні 1927 року — керуючий справами Ради народних комісарів Української СРР і Економічної наради УСРР.
У 1927—1928 роках — голова виконавчого комітету Волинської окружної ради в Житомирі.
У 1928—1929 роках — голова виконавчого комітету Зінов'євської окружної ради.
У 1931—1934 роках — директор Науково-дослідного інституту гібридизації і акліматизації тварин «Асканія-Нова» Української СРР.
У 1935 — лютому 1937 року — голова виконавчого комітету Херсонської міської ради.
Подальша доля невідома.
Потім — на пенсії в Москві. Автор книги про Григорія Петровського із серії «Життя видатних людей».